# 姚鵠
姚鹄（?—?），字居雲。蜀（今四川）人。
早年隐居蜀中，开成中，游歷陕州，與陕虢观察使姚合有唱酬。會昌三年（843年），宰相李德裕薦為進士。咸通十三年，官至台州刺史。胡震亨稱其詩“清拔不可多得”有《姚鹄诗》一卷，已佚。《全唐诗》錄其詩一卷。